# Административное деление Российской империи на 29 апреля 1727 года
Российская империя по состоянию на 29 апреля (10 мая) 1727 года делилась на губернии, провинции и уезды:
- общее число губерний — 14
- общее число провинций — 47
- общее число уездов — 166
- столица — город Санкт-Петербург

Отличия от 29 мая 1719 года:
- вновь образованы:

1. Белгородская губерния (1 (12) марта 1727 года) из части Киевской губернии
2. Новгородская губерния (29 апреля (10 мая) 1727 года) из части Санкт-Петербургской губернии
3. Смоленская губерния (1726 год) из частей Московской и Рижской губерний
  1. Астраханская провинция (Астраханская губерния)
  2. Эстляндия (Ревельская губерния)

- упразднены:

1. 1. Нарвская провинция (Санкт-Петербургская губерния) вошла в Эстляндию
  2. Пошехонская провинция (Санкт-Петербургская губерния)

- переименованы:

1. Азовская губерния в Воронежскую губернию (22 апреля (3 мая) 1725 года)
  1. Рижская провинция в Лифляндию (Рижская губерния)
  2. Юрьево-Польская провинция в Юрьевскую провинцию (Московская губерния)

Список губерний:
1. Архангелогородская
  1. Архангелогородская провинция
  2. Вологодская провинция
  3. Галицкая провинция
  4. Устюжская провинция
2. Астраханская
  1. Астраханская провинция
3. Белгородская
  1. Белгородская провинция (от Киевской губернии)
  2. Орловская провинция (от Киевской губернии)
  3. Севская провинция (от Киевской губернии)
4. Воронежская
  1. Бахмутская провинция
  2. Воронежская провинция
  3. Елецкая провинция
  4. Тамбовская провинция
  5. Шацкая провинция
5. Казанская
  1. Вятская провинция (от Сибирской губернии)
  2. Казанская провинция
  3. Пензенская провинция
  4. Свияжская провинция
  5. Соликамская (Соль-Камская) провинция (от Сибирской губернии)
  6. Уфимская провинция
6. Киевская
  1. Киевская провинция (12 полков Малороссии):
    1. Гадячский полк
    2. Киевский полк
    3. Лубенский полк
    4. Миргородский полк
    5. Нежинский полк
    6. Переяславский полк
    7. Полтавский полк
    8. Прилуцкий полк
    9. Стародубский полк
    10. Черниговский полк
    11. Запорожская Сечь
    12. Новая Сербия
7. Московская
  1. Владимирская провинция
  2. Калужская провинция
  3. Костромская провинция
  4. Московская провинция
  5. Переяслав-Залесская провинция
  6. Переяслав-Рязанская провинция
  7. Суздальская провинция
  8. Тульская провинция
  9. Угличская провинция (от Санкт-Петербургской губернии)
  10. Юрьевская провинция
  11. Ярославская провинция (от Санкт-Петербургской губернии)
8. Нижегородская
  1. Алатырская провинция
  2. Арзамасская провинция
  3. Нижегородская провинция
9. Новгородская
  1. Белозёрская провинция (от Санкт-Петербургской губернии)
  2. Великолуцкая провинция (от Санкт-Петербургской губернии)
  3. Новгородская провинция (от Санкт-Петербургской губернии)
  4. Псковская провинция (от Санкт-Петербургской губернии)
  5. Тверская провинция (от Санкт-Петербургской губернии)
10. Ревельская
  1. Эстляндия
11. Рижская
  1. Лифляндия
12. Санкт-Петербургская
  1. Выборгская провинция
  2. Петербургская провинция
13. Сибирская
  1. Енисейская провинция
  2. Иркутская провинция
  3. Тобольская провинция
14. Смоленская провинция
  1. Смоленская провинция (от Рижской губернии)